# ETE Henrique Lage
Escola Técnica Estadual Henrique Lage (ETEHL) é uma escola técnica da cidade do Rio de Janeiro mantida pela Fundação de Apoio à Escola Técnica (FAETEC), que oferece ensino fundamental II, ensino médio e cursos técnicos. Está localizada no bairro do Barreto, em Niterói, e funciona no turno integral (manhã e tarde), de segunda a sábado. O terreno onde se encontra a ETEHL também abriga o Centro de Educação Tecnológica Profissional (CETEP) do Rio de Janeiro. Seu nome foi dado em homenagem ao industrial brasileiro Henrique Lage.

## Relações Públicas

### Protestos contraLuís Fernando Pezão(2013 - 2015)

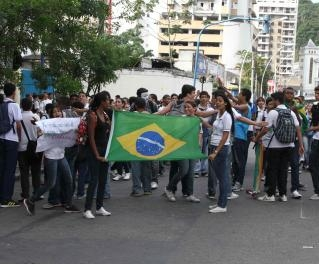
Estudantes da ETEHL protestando durante passeata no ano de 2013

No ano de 2015, a Escola Técnica Estadual Henrique Lage tem organizado, realizado e chamado a atenção da cidade diversas vezes por causa de protestos e passeatas em vias públicas contra o governo e o governador Luiz Fernando Pezão por causa das diversas faltas de verbas e de matérias na unidade não disponibilizado pelo governo. As principais revindicações foram principalmente para a higienização da unidade, falta de material escolar que a escola deveria fornecer e por causa de seu estado precário.
Também em abril do mesmo ano, uma reunião de mais de 300 estudantes da unidade com o apoio de alunos do Colégio Pedro II, localizado próximo ao campus do ETEHL, formaram um protesto enorme que foi desde Niterói até a sede da Faetec no bairro de Quintino Bocaiuva para expor os problemas ao presidente da rede escolar.
Em 2013 também houve um protesto por causa de infraestrutura precária no dia 26 de junho, um dia depois da presidente Dilma Rousseff ter anunciado cinco novos pactos nacionais em diversas áreas, entre elas a educação.

### Protestos e Greve de 2016

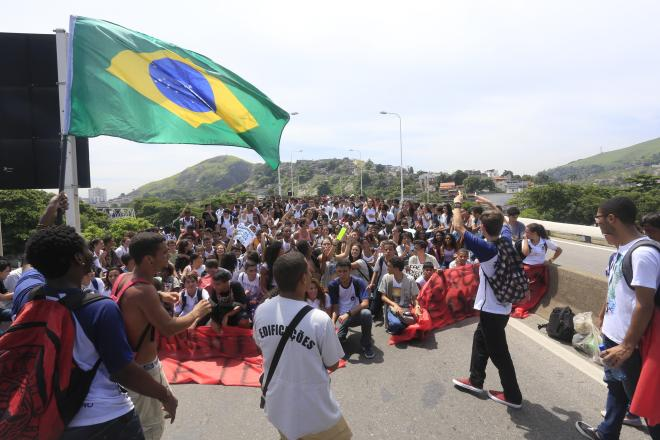
Protesto pelo movimento #NãoTáNormalFaetec e 2016

No dia 2 de março de 2016 foi começada uma greve estadual que englobou todas as escolas de ensino estaduais do estado do Rio de Janeiro, onde o grêmio do Henrique Lage também se mobilizou. A motivação principal foi com a falta de verba do governo brasileiro e também com as más condições de habitação das escolas.
Em uma reportagem dada no dia 19 de fevereiro de 2016, antes da greve começar oficialmente, o líder do grêmio do Henrique Lage na época, Daniel Guanabara Neves disse ao Jornal O Dia, e anunciou que o colégio lançou a campanha através do Twitter e do Facebook com a marca #NãoTanormalFaetec, para demostrar através de postagens os problemas na escola. O presidente da Rede Faetec, Wagner Victer, negou todas essas afirmações na época.
No dia 11 de julho de 2016, uma assembleia com o diretor da rede, fez os professores e a rede declarar o fim da greve geral, depois de 4 meses.

### Problemas em 2017

#### Rumores sobre adiamentos das aulas e ano letivo
Ainda no dia 22 de dezembro de 2016, o portal G1 no Rio de Janeiro, notificou possíveis rumores sobre o adiamento das aulas no ano letivo de 2017, o que aconteceria caso o governo do Estado do Rio de Janeiro não regulariza-se suas dividas com a instituição.
A situação está inadmissível. Praticamente vai ser inviável começar as aulas em fevereiro na situação dos salários do jeito que se encontra. Os governos federal e estadual têm de se entender senão não haverá nem ano letivo no ano de 2017. Até a data a divida se arrastava em R$ 128 milhões de reais. O total de valores bloqueados do governo já somava R$ 525 milhões de reais nas contas do tesouro nacional, que seria suficiente para quitar pelo menos um quarto da folha líquida de novembro de 2016, que era de R$ 2 bilhões.
| “ | "A situação está inadmissível. Praticamente vai ser inviável começar as aulas em fevereiro na situação dos salários do jeito que se encontra. Os governos federal e estadual têm de se entender senão não haverá nem ano letivo no ano que vem." | ” |

Normalmente o retorno das aulas acontecem no dia 2 de fevereiro (data marcada para o ano), mais em uma reportagem dada pelo G1 e pelo RJTV, foi mostrada que o ano de 2016 ainda não havia conseguido acabar e além de se estender para terminar em 2017, as aulas foram adiadas do dia 2 para o dia 20 de fevereiro.

#### S.O.S Faetec
O movimento S.O.S Faetec ocorrido na manhã do dia 14 de fevereiro de 2017 no campus da escola em protesto por direitos de melhores condições da unidade, incluindo melhoras na rede estadual de ensino, valorização dos profissionais da educação e servidores públicos funcionários da escola (incluindo terceirizados), restabelecimento do abastecimento de alimentos na unidade e também pela atual decadência da infraestrutura da rede. O evento será filmado a partir de um drone.
A noticia da manifestação que envolveu alunos, professores e funcionários, teve grande atenção da mídia, tanto jornalista como televisiva, recebendo atenção da emissora paulista SBT e do RJTV transmitido pela Rede Globo no Rio de Janeiro. Pela rádio, o protesto também foi apoiado pela rádio CBN e também pelo jornal local O Fluminense. Na mídia eletrônica, o website brasileiro Surgiu.com.br foi o primeiro a noticiar o acontecimento.[carece de fontes?]

## Prêmios
| Prêmio                                                    | Edição | Localização                               | Estudantes premiados |
| --------------------------------------------------------- | ------ | ----------------------------------------- | --- |
| Feira Internacional de Ciências e Engenharia (Intel ISEF) | 2016   | Arizona · Estados Unidos                  | Christian Marques Isabelli Gomes Professor Responsável: Altair dos Santos |
| Prêmio Jovem Pesquisador de Niterói                       | 2015   | Niterói · Brasil                          | FAETEC Henrique Lage |
| Mostratec Júnior                                          | 2014   | Novo Hamburgo, Rio Grande do Sul · Brasil | Terceiro Lugar Ewerton Vasconcelos da Silva Caio Ribeiro Cavalcante Quarto Lugar Matheus Busquet Devillart Guilherme das Neves Fernandes André Felipe Brasil Postiga Juan Coutinho |
| Expotec (CEFET)                                           | 2014   | Rio de Janeiro, Rio de Janeiro · Brasil   | Terceiro Lugar Matheus Busquet Devillart Guilherme das Neves Fernandes Andre Felipe Brasil Postiga Juan Coutinho                                                                   |

## Inventos que surgiram no ETEHL
Durante alguns anos, principalmente em 2015, os alunos da Escola Técnica Estadual Henrique Lage, principalmente os estudantes de curso técnico em eletrônica e eletrotécnica tem criado e desenvolvendo diversos projetos tecnológicos que foram obtendo destaque e rendendo ainda vários prêmios internacionais e nacionais como no Rio de Janeiro, Rio Grande do Sul e no estado do Arizona nos Estados Unidos. Um desses casos foram as questões de 2015 criado pelos alunos Isabelli Pinto Gomes, Christian Marques de Oliveira, Lucas Mol, Lucas Rocha e Lyncoln Sousa.

### Chave virtuale  limitador de velocidade automático
Isabelli e Christian obtiveram destaque ao desenvolver o protótipo da Chave virtual, desenvolvida em 2015 e premiada internacionalmente nos Estados Unidos da America em maio de 2016. Já Mol, Rocha e Sousa, desenvolveram um sistema de segurança que permite que automóveis convencionais que seria um limitador de velocidade que não dependeria da interferência do condutor do veículo, que funcionaria se ele desobedece o limite de velocidade da rodovia, o veículo obedeceria automaticamente.

### Controlador de Monóxido de Carbono
Outro invento que também foi criado no ano anterior, em 2014, foi um dispositivo automotivo que auxilia e controla a emissão de monóxido de carbono dos automóveis desenvolvido pelos alunos Ewerton Vasconcelos da Silva e Caio Ribeiro Cavalcante que obtiveram o terceiro lugar no Mostratec Júnior realizado em Novo Hamburgo no Rio Grande do Sul. O projeto consiste na captação do volume de monóxido de carbono no interior do veículo e conscientizar o motorista afim de possíveis danos à saúde e a poluição ambiental.

### Dispositivo de Áudio Informativo
Também chegou a ser apresentado na Expotec o dispositivo áudio informativo desenvolvido pelos alunos Luiz Phillip Quintanilha da Silva e Ingrid de Paula da Silva Oliveira. O equipamento é um sensor de presença para ser usado próximo a monumentos culturais que aciona um transmissor via rádio e passa informações sobre a obra através de rádio FM que passa as informações culturais para o usuário.
Todos os projetos haviam sido orientados pelo professor Altair Martins dos Santos durante o período dos alunos na ETEHL.

### Caixa Inteligente para Armazenamento de Resistores
A Caixa Inteligente para Armazenamento de Resistores  foi desenvolvida pelos alunos Andre Felipe Brasil Postiga, Guilherme das Neves Fernandes, Juan Coutinho Lima e Matheus Busquet Devillart, que conquistaram o terceiro lugar na Expotec de 2014, além do quarto lugar na Mostratec também em 2014.  O equipamento desenvolvido facilita a separação e a organização de componentes eletrônicos (resistores) por valores. Ao guardar um valor em determinado compartimento, o mesmo pode ser encontrado apenas digitando seu valor de resistência no teclado matricial disposto no painel da caixa. É possível guardar os resistores utilizando apenas a função de leitura, que indica onde este valor foi armazenado anteriormente, podendo ser totalmente reprogramada e utilizada como método alternativo ao estoque convencional, proporcionando acessibilidade à eletrônica, já que atende usuários com problemas de visão e leigos. Além dos prêmios citados, a equipe também foi selecionada para representar o Brasil na Expocientec realizada no Colégio Técnico Nacional y Centro de Entrenamiento Vocacional em Encarnación, Paraguai.

## ENEM

### Desempenho na Rede Estadual de escolas em 2013
No Enem de 2013, foi divulgado no portal do site do Governo do Estado do Rio de Janeiro em que a unidade foi considerada entre as dez melhores do ensino estadual, em que entre as dez, 7 são da Fundação de Apoio à Escola Técnica, competindo com as escolas da Secretaria de Estado de Educação (Seeduc) com o Colégio Estadual José Leite Lopes. As principais escolas da Faetec a chegarem nas 10 primeiras foram:
| Unidade                     | Localização                              |
| --------------------------- | ---------------------------------------- |
| ETE João Luiz do Nascimento | Nova Iguaçu                              |
| ETE Ferreira Viana          | Maracanã Cidade do Rio de Janeiro        |
| ETE Henrique Lage           | Barreto Cidade de Niterói                |
| ETE Visconde de Mauá        | Marechal Hermes Cidade do Rio de Janeiro |
| ETE República               | Quintino Cidade do Rio de Janeiro        |
| ETE Juscelino Kubitschek    | Jardim América Cidade do Rio de Janeiro  |

## Campus
O complexo que abriga a unidade fica localizada no Barreto em Niterói.

### Segurança
A segurança particular da escola é realizada pelo 12º BPM da cidade de Niterói comandada pelo coronel Gilson Chagas para garantir a segurança da unidade e do campus inteiro. Porém em março de 2015 houve um aumento muito relativo por causa de assaltos diariamente ao redor da unidade de ensino no Barreto, já a portaria do colégio também só é aberta para alunos e veículos credenciados, incluindo a viatura.

### Assaltos
O colégio periodicamente é vitima de assaltos devido a regiões próximas. Alguns dos exemplos disponíveis sobre os mesmos, são:
- No dia 13 de novembro de 2016, um corpo foi encontrado em frente ao colégio. De acordo com testemunhas, o corpo foi abandonado ali por um carro. De acordo com a perícia realizada pela Divisão de Homicídios de Niterói, a vitima tinha 20 anos e tinha marcas de tiros no braço, dentes quebrados e escoriações.[8]
- Em junho de 2016, quatro novos casos foram registrados envolvendo alunos do colégio. Foram levados celulares, dinheiro e joias. Os alunos fazem parte do curso de edificações.[9]
- Em setembro de 2011, um estudante do terceiro ano foi vitima de um rapaz de 19 anos nas proximidades da unidade. O assaltante portava uma arma branca e foi detido logo depois.[10]